# Scomberomorus lineolatus
Scomberomorus lineolatus ist ein Meeresfisch aus der Familie der Makrelen und Thunfische. Er wird kommerziell befischt und ist auch als Sportfisch von Bedeutung.

## Beschreibung
Die erste Rückenflosse besteht aus 15 bis 18 Hartstrahlen, die zweite Rückenflosse aus 15 bis 19 Weichstrahlen. Dahinter liegen sieben bis zehn Flössel. Die Afterflosse besteht aus 17 bis 22 Weichstrahlen, dahinter ebenfalls sieben bis zehn Flössel. Die Schwanzflosse ist groß und tief gespalten. Die Bauchflossen sind sehr klein und bestehen aus 20 bis 24 Weichstrahlen. Der Ansatz der Brustflossen liegt etwas unterhalb der Körpermitte.
Der spindelförmige Körper erreicht eine Maximallänge von 80 Zentimetern. Die Flanken sind silbrig glänzend. Entlang der Seitenlinie liegen viele horizontal angeordnete, unregelmäßige, dunkle streifen.

## Verbreitung, Lebensraum und Biologie
Scomberomorus lineolatus bewohnt den Kontinentalschelf an der Küste Indiens, Sri Lankas, Südostasiens und des nördlichen Malaiischen Archipels. Über die Lebensweise dieses Fisches ist nur wenig bekannt. Es ist ein Raubfisch, der sich vor allem von kleinen Fischen ernährt.